# Projekt Melody
Projekt Melody, hay ngắn gọn hơn là Melody (メロディー), là một YouTuber ảo. Cô lần đầu xuất hiện trên một tài khoản Twitter với tên cô được mở vào tháng 7 năm 2019, và cô bắt đầu live stream trên Chaturbate và Twitch vào đầu năm 2020. Trong ba ngày đầu tiên cô live stream trên Chaturbate, số người theo dõi của cô đã tăng vọt từ 700 đến hơn 20000 người, và sự nổi tiếng bất ngờ của cô đã gây ra một số phản ứng trái chiều trên Internet. Đến cuối năm 2020, Melody trở thành một trong những thành viên sáng lập nên VShojo, một trong những công ty quản lí tài năng VTuber đầu tiên tại phương Tây. Cô tự nhận mình là một trí tuệ nhân tạo.

## Tổng quan
Người thiết kế model cho Melody là DigitrevX, một nhà hoạt họa người Mỹ. Cô được kết xuất đồ họa trong thời gian thực bằng Unity. Cô có tóc màu tím pha lẫn xanh nước biển, và có một miếng băng cá nhân ở trên mũi. Ngoại hình của cô được lấy cảm hứng từ các series như Ghost in the Shell và Hyperdimension Neptunia. Melody tự miêu tả mình là người mẫu 3D hentai đầu tiên trên thế giới.

## Phát sóng trực tiếp

### Chaturbate
Projekt Melody bắt đầu buổi stream đầu tiên của mình vào ngày 7 tháng 2 năm 2020. Trong vòng ba ngày sau lần phát sóng đầu tiên, lượng người theo dõi trên Twitter của cô đã tăng từ 700 đến hơn 20000 người. Khi cô phát sóng trực tiếp, cô dùng một chiếc máy rung hình trứng có kết nối Bluetooth để phát tín hiệu rung mỗi khi có người gửi tiền ủng hộ.

### Twitch
Vào ngày 7 tháng 3 năm 2020, cô bắt đầu chuyển sang stream trên Twitch. Sau khi kết thúc buổi stream đầu tiên, kênh Twitch của cô đã có hơn 50000 người theo dõi.
Vào ngày 12 tháng 3 năm 2020, kênh Projekt Melody của cô bị Twitch cấm trong vòng 3 ngày. Một số người dùng Reddit đã đưa ra một vài lý do tại sao kênh của cô bị đình chỉ hoạt động, ví dụ như việc có hình ảnh của một cái máy rung ở trên giường, da bị lộ qua một lớp áo, và việc stream của cô được tài trợ bởi Fakku, một trang web chuyên cung cấp các video hentai. Vào ngày 7 tháng 4, Twitch đặt ra một bộ luật về trang phục trên website của mình, yêu cầu các streamer chỉ được mặc quần áo lộ da thịt ở một mức cho phép nhất định, bao gồm cả những nhân vật ảo như Melody. Vào ngày 4 tháng 11, Twitch lại đình chỉ cô thêm một lần nữa vì lí do bản quyền với người tạo ra model của cô, DigitrevX. Lệnh cấm được gỡ bỏ vào ngày hôm sau.
Vào ngày 24 tháng 11 năm 2020, cô sáng lập ra VShojo, là một trong những công ty quản lí tài năng YouTuber ảo đầu tiên tại phương Tây.

## Đón nhận
Sự nổi tiếng của Melody đã tạo nên một làn sóng chỉ trích dữ dội từ các camgirl khiêu dâm khác. Họ nói Melody không thể có những xúc cảm thật sự như con người, và cảm thấy cô không nên xuất hiện ở trên Chaturbate. Người quản lí subreddit của Projekt Melody là u/jyl5555, nói rằng người hâm mộ thích cô vì sự độc nhất và tính vô thực của cô.